# Leucas helicterifolia
Leucas helicterifolia là một loài thực vật có hoa trong họ Hoa môi. Loài này được Haines mô tả khoa học đầu tiên năm 1922.